# District historique de Paradise
Le district historique de Paradise – ou Paradise Historic District en anglais – est un district historique américain dans le comté de Pierce, dans l'État de Washington. Protégé au sein du parc national du mont Rainier, cet ensemble architectural est inscrit au Registre national des lieux historiques depuis le 13 mars 1991. Il comprend notamment la Paradise Guide House et la Paradise Ranger Station mais il est surtout centré autour du Paradise Inn, un lodge inscrit au Registre national des lieux historiques depuis le 28 mai 1987.